# Le fate a metà e il sigillo di Brina
Le fate a metà e il sigillo di Brina è un romanzo per ragazzi (da 7 anni in su) di Benedetta Parodi, pubblicato nel 2014 da Rizzoli.

## Trama
Il mondo magico è in pericolo perché il serpente malefico con le sue azioni mette in pericolo la natura. Un giorno alle due gemelle protagoniste compare Brina, che chiede aiuto per salvare la sorella Nivea, trasformata in pietra dal serpente. Inizia così una nuova avventura delle fate a metà che lasciano la casa dei genitori in nome di questa nuova amicizia.

## Edizioni
- Benedetta Parodi, Le fate a metà e il sigillo di Brina, illustrazioni di Silvia Provantini, Milano, Rizzoli, 2014, ISBN 9788817072267.